# Antônio Carlos Zago
Antônio Carlos Zago (* 14. März 1969 in Presidente Prudente) ist ein ehemaliger brasilianischer Fußballspieler und aktueller ‑trainer.

## Karriere

### Karriere als Fußballspieler
Antônio Carlos Zago begann seine Fußballkarriere im Alter von 21 Jahren beim brasilianischen Verein FC São Paulo. Seinem ersten Fußballverein blieb er bis 1992 treu. Er absolvierte dort 64 Liga-Spiele und erzielte dabei vier Treffer. Am Ende der Saison 1992 kündigte er den Vertrag und unterzeichnete zu Beginn der Saison 1992 einen Vertrag für ein Jahr beim spanischen Verein Albacete Balompié. In dieser Saison stand er zwölfmal auf dem Rasen und einmal gelang es ihm, den Ball ins Tor zu bringen. 1993 wechselte er wieder zum brasilianischen Verein Palmeiras, welchem er für zwei Spielzeiten treu blieb. Dabei stand er mit der Mannschaft 58-mal auf dem Spielfeld, wovon er fünf Bälle ins Netz beförderte. Nach den zwei Spielzeiten wechselte er zu dem japanischen Fußballverein Kashiwa Reysol, wo er an 24 Spielen teilnahm, aber keinen Treffer erzielen konnte. Eine torreichere Saison hatte er im brasilianischen Verein Corinthians, wo er zwölfmal auf dem Spielfeld stand und es dabei schaffte, zwei Treffer zu erzielen. 1998 unterschrieb er für vier Jahre einen Vertrag bei dem italienischen Verein AS Rom. Dort erhielt er 107 Einsätze und schoss zwei Tore. 2002 beendete er den Vertrag und unterschrieb einen neuen Vertrag beim türkischen Verein Beşiktaş Istanbul. Dort nahm er an 54 Spielen teil, zwei Bälle schoss er ins Tor. Am Ende der Saison 2003/04 wechselte er für die Saison 2004/05 zu einem neuen Verein Santos, wo er siebenmal spielte (ohne Tor). Mit Beginn der Saison 2005 unterzeichnete er einen Vertrag beim brasilianischen Verein EC Juventude, wo er 52-mal auf dem Spielfeld stand und zwei Tore erzielte. Sein letzter Verein als aktiver Fußballspieler war noch einmal der FC Santos, wo er aber nur ein Spiel absolvierte und torlos blieb. Danach beendete er seine Karriere als aktiver Fußballspieler. Er nahm insgesamt an 393 Spielen teil, wobei er 18 Tore schoss. Im Durchschnitt schoss er bei jedem 22. Spiel ein Tor.

### Karriere als Fußballtrainer
Seit der Saison 2009/10 ist er als Trainer aktiv. 2009 begann er seine Karriere als Fußballtrainer beim brasilianischen Verein AD São Caetano, wo er für eine Saison lang als Trainer aktiv war. 2010 und 2011 unterschrieb er jeweils zwei Trainerverträge. Der erste Vertrag 2010 war beim Verein Palmeiras São Paulo. Den zweiten Vertrag unterschrieb er beim brasilianischen Verein Grêmio Barueri, welchen er am Ende des gleichen Jahres den Rücken kehrte. Im nächsten Jahr 2011 war er als Trainer des Vereins Mogi Mirim EC aktiv und danach wechselte er zum Verein Vila Nova FC. 2012 war er als Trainer beim Verein Grêmio Esportivo Osasco aktiv. Ein Jahr später war er Assistent beim italienischen Verein AS Rom und danach wechselte er zum ukrainischen Verein Schachtar Donezk.
Seit April 2023 trainiert Zago den Coritiba FC. Im Oktober 2023 übernahm er die Bolivianische Fußballnationalmannschaft. Nach dem punktlosen Ausscheiden in der Vorrunde der Copa America wurde er im Juli 2024 als Nationalcoach Boliviens entlassen.